# 3862 Агекян
3862 Агекян е астероид от астероиден пояс, открит на 18 май 1972 г. от Тамара Смирнова, обикаля около Слънцето по време на 3,19 години. Наречен е на съветско-руския астроном Татеос Агекян.